# Fort Douaumont

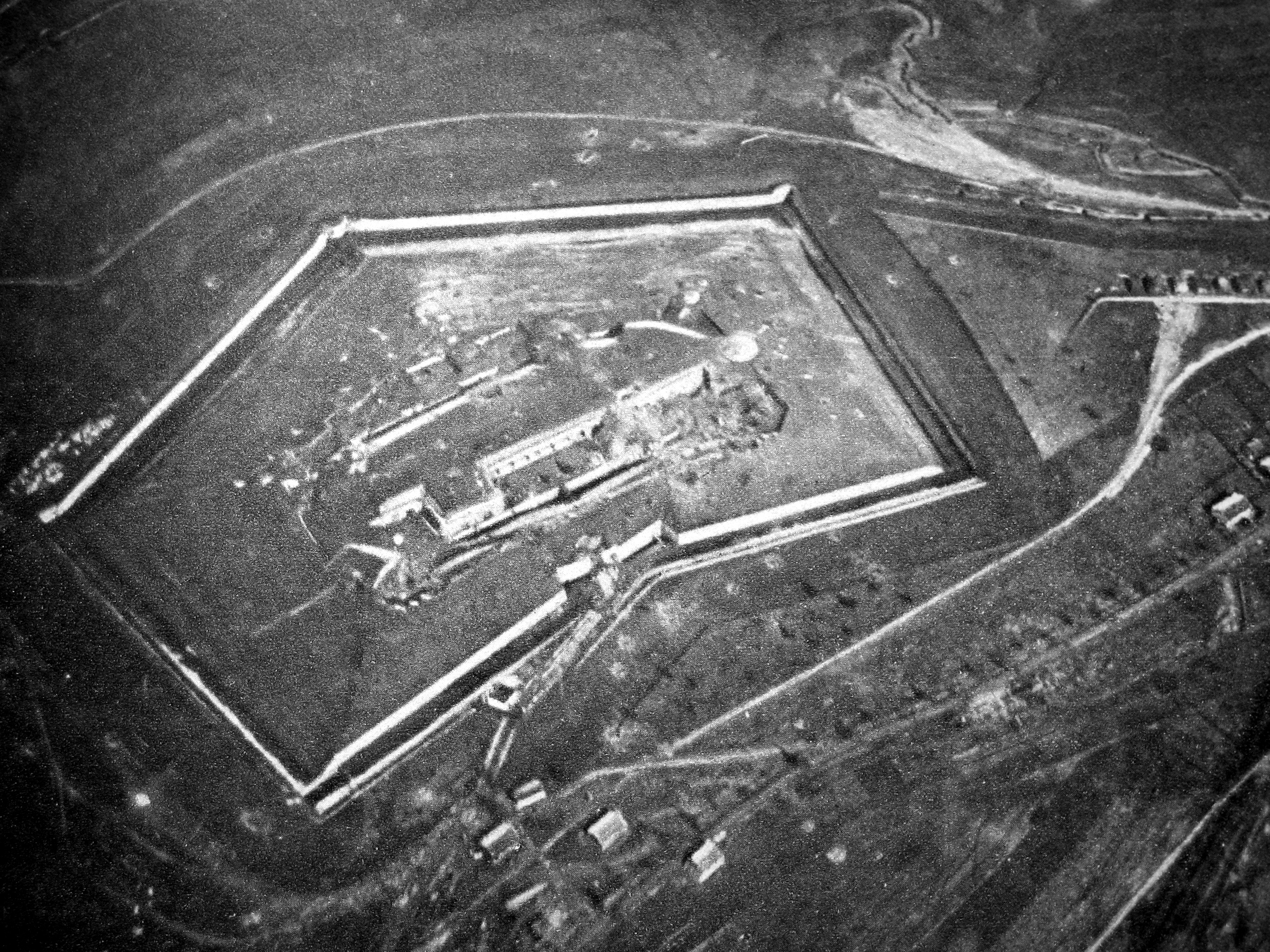
Luftbild des Forts vom Frühjahr 1916, vor dem Beginn der deutschen Offensive. Auf dem Bild ist rechts neben dem Fort die Annex-Batterie Nr. 36 zu sehen. Ebenfalls zu erkennen sind die Fenster und Eingänge des Kasernengebäudes zum Innenhof auf der Kehlseite des Forts sowie die offenen Geschützstände zwischen Hohltraversen (zwischen dem Kasernengebäude und dem Saillant) nach dem ursprünglichen Entwurf von Séré de Rivières. Bei den späteren Umbauten wurden alle Geschütze und Maschinenwaffen in gepanzerte Türme oder betonierte Kasematten verlegt.

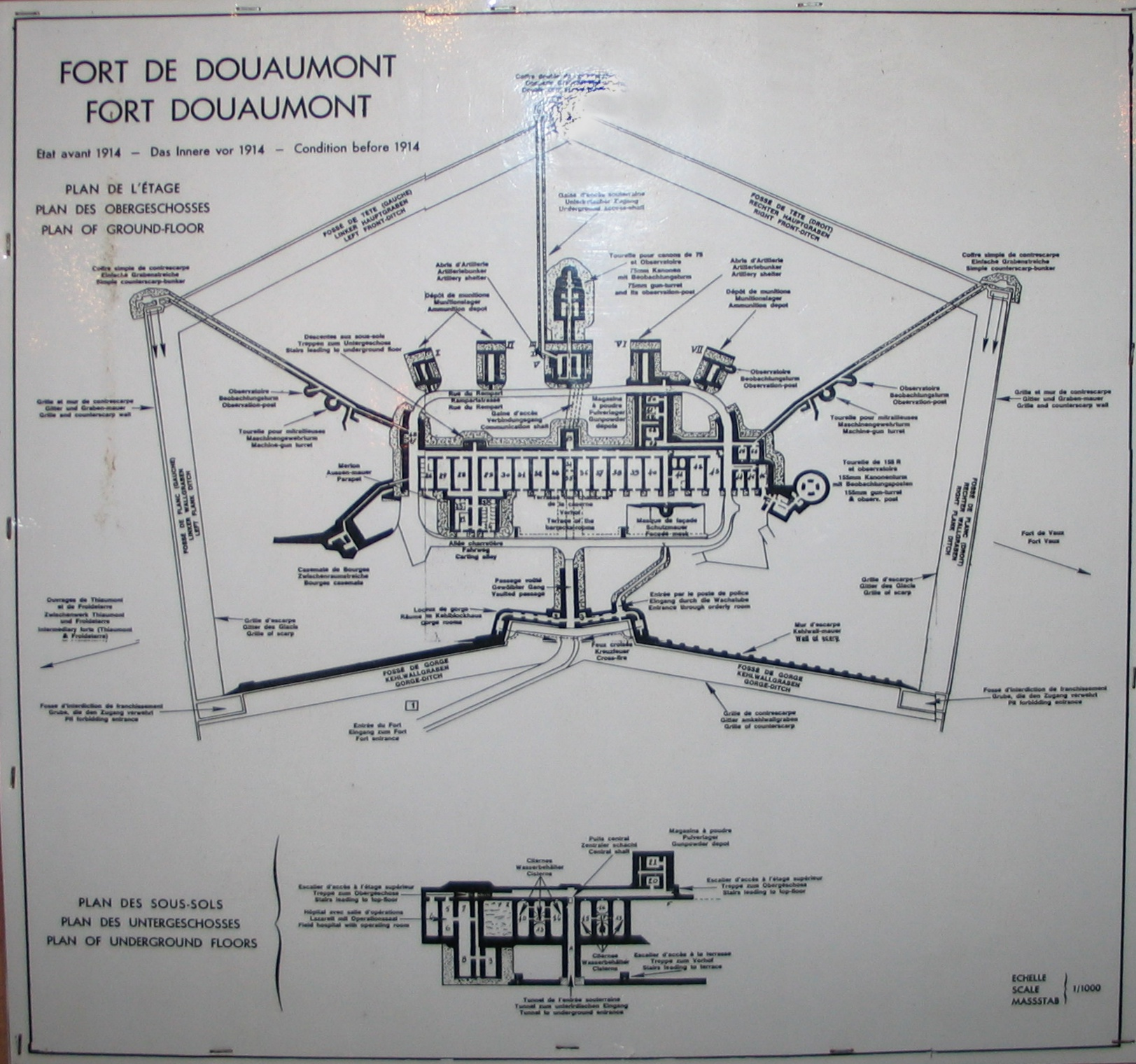
Plan des Forts. Grundriss sämtlicher 1914 vorhandenen Einbauten.

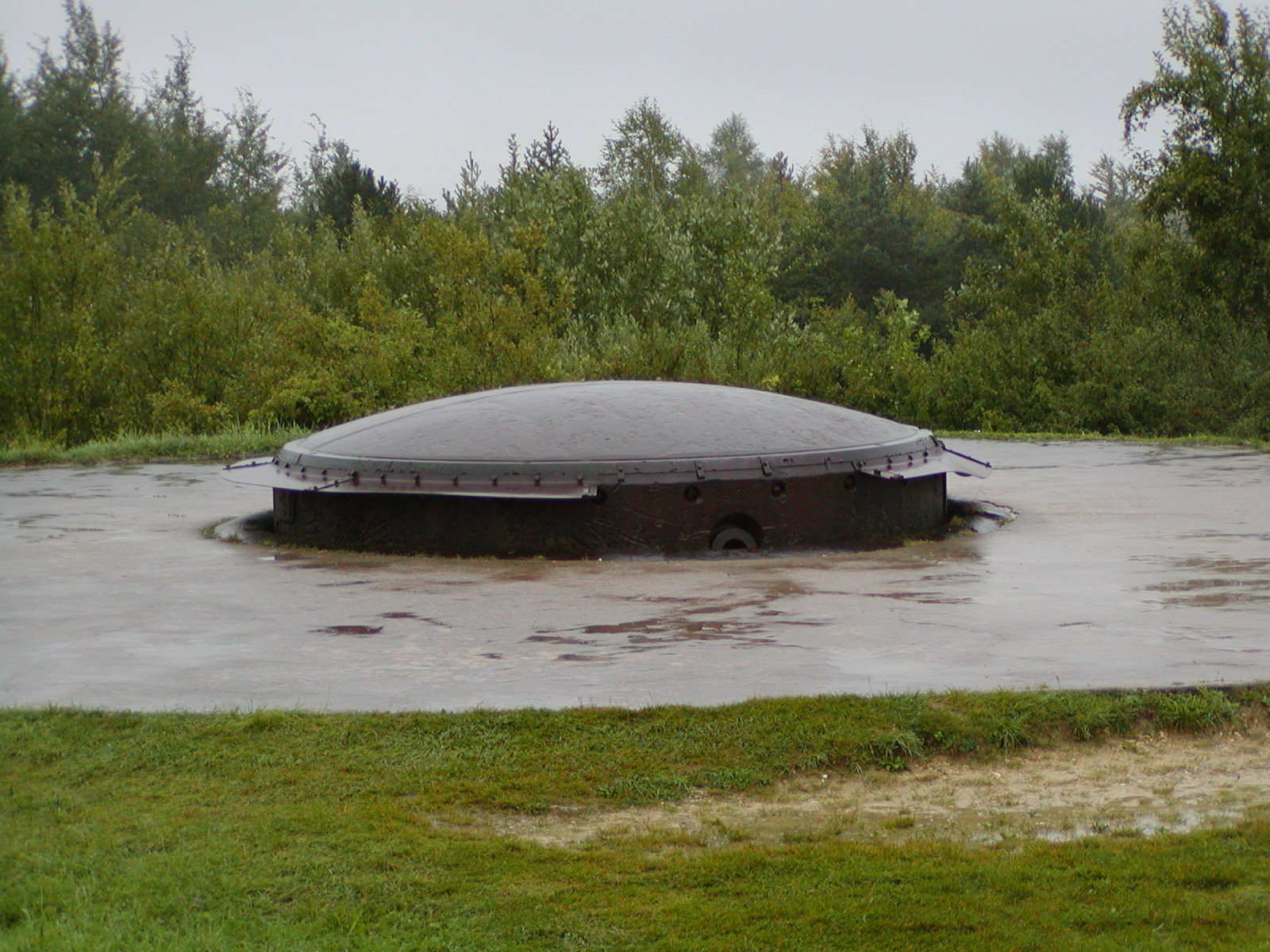
Der 155-mm-Galopin-Panzerturm

Das Fort Douaumont (französisch: Fort de Douaumont – kurzzeitig auch Fort Gérard) war das größte und stärkste Werk des äußeren Fortgürtels des französischen Festen Platzes Verdun in Lothringen und im Ersten Weltkrieg in der Schlacht um Verdun schwer umkämpft. Das Fort war Teil der äußeren Verteidigungslinie der Festung aus dem 19. Jahrhundert, die aus elf Forts und 23 Zwischenwerken (französisch „ouvrages intermédiaires d’infanterie“) bestand. Seine herausragende Rolle bei der Abwehrschlacht von Verdun hatte einen nicht zu unterschätzenden Einfluss auf den Bau der Maginot-Linie, mit der man in Frankreich in der Zeit vor dem Zweiten Weltkrieg einen Angreifer aus dem Osten aufzuhalten gedachte.
Heute besuchen etwa 200.000 Menschen jährlich das Fort und das in der Nähe gelegene Beinhaus von Douaumont sowie den Soldatenfriedhof von Verdun.

## Benennung
Für einige Monate war es nach dem Maréchal de France Étienne Maurice Gérard aus Damvillers benannt. Per Präsidialdekret vom 21. Januar 1887 setzte der Kriegsminister Georges Boulanger um, dass alle Forts, befestigte Artillerieanlagen und Kasernen des Système Séré de Rivières die Namen von ehemaligen Militärkommandanten zu tragen haben. Am 13. Oktober 1887 wurde das vom Nachfolger Boulangers, Théophile Ferron, rückgängig gemacht und das Fort erhielt seinen jetzigen Namen zugeteilt.

## Das Fort

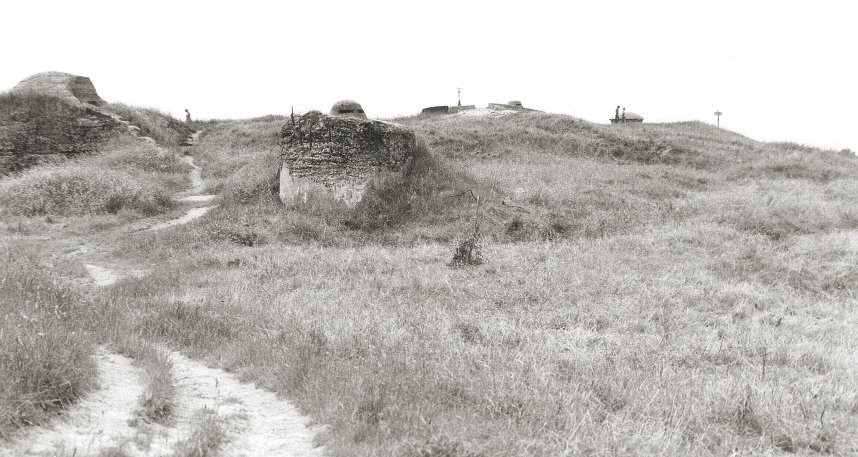
Die überwucherte Oberfläche des Forts 1978. Gut zu erkennen sind Beobachtungskuppeln sowie der gepanzerte 75-mm-Drehturm (hinter den beiden Personen)

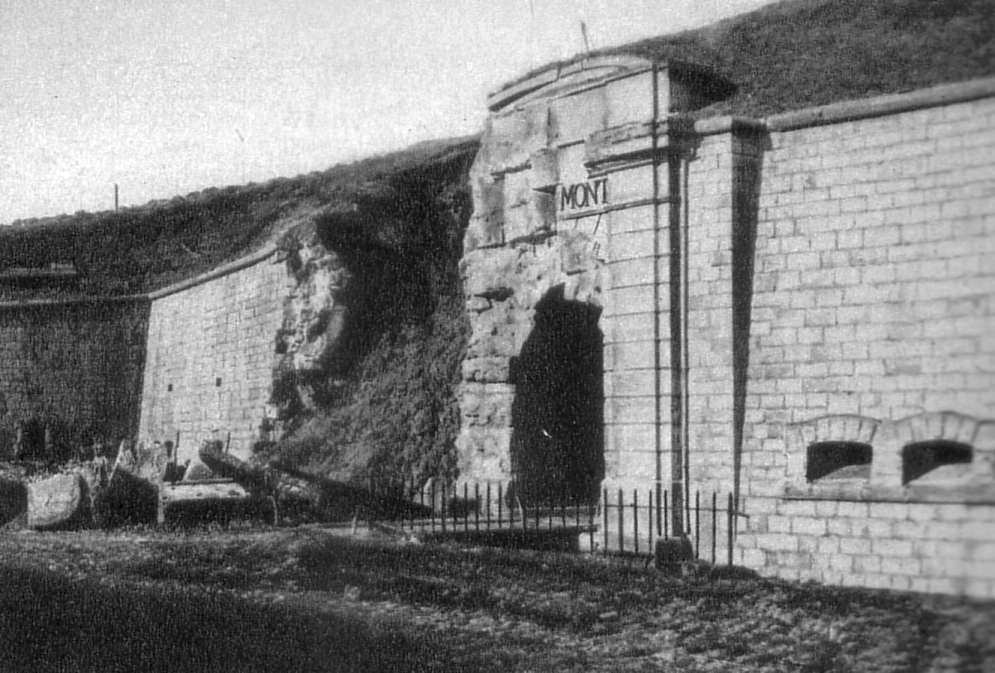
Äußeres Tor, Januar 1916

Das Fort entstand von 1885 bis 1913 in zwei Aus- und Umbauschritten im Gesamtkonzept des Generals Séré de Rivières. Die Kosten beliefen sich auf 6,1 Millionen Gold-Francs und damit etwa doppelt so viel wie die der anderen Forts, deren Kosten größtenteils zwischen 2,4 und 2,9 Millionen Francs lagen.
Erster Bauabschnitt:
1885 wurde das Fort mit Kalksandsteinmauerwerk erbaut. Das Werk war schon zu dieser Zeit das größte Fort Verduns und gehörte zur zweiten, vorgeschobenen Linie um die Festungsstadt. Nach den ursprünglichen Bauplänen von 1884 sollte die Besatzung des Forts im Belagerungsfall aus 19 Offizieren, 44 Unteroffizieren und 828 Mannschaften bestehen. Gemäß der damaligen Bauweise umfasste es eine doppelstöckige halbunterirdische Kaserne, Kasematten, Pulverlager und nicht direkt verbundene Grabenstreichen/Kehlbastionen.
Zweiter Bauabschnitt:
Die allgemeine Einführung der „Brisanzgranaten“ nur wenige Jahre nach dem Baubeginn machte umfangreiche Verstärkungen und die Wehrkraft steigernde Umbauten erforderlich. Primär wurden alle Teile der Festung mit Beton verstärkt und der Graben ausgebaut. Fünf der Hohltraversen des ursprünglichen Entwurfs wurden zu betonierten Munitionsdepots umgestaltet. Des Weiteren wurden die Grabenstreichen in die äußere Frontgrabenmauer integriert, die Kehlbastion zur Kehlgrabenstreiche umgebaut und der Eingangsbereich angepasst. Ein 155-mm-Geschützturm (auf der rechten Flanke neben dem Hauptgebäude) und ein (Mitte Frontwall) 75-mm-Geschütz-Dreh/Versenkturm System Galopin, jeweils mit Panzerbeobachtungsglocke, sowie zwei Tourelle de mitrailleuses modèle 1899-Dreh/Versenktürme (links und rechts auf den beiden Schulterpunkten) wurden an der linken Kehlseite und der rechten Frontseite eingebaut. Ferner wurde an der linken Kehlseite eine nach Westen weisende Casemate de Bourges errichtet, um den Raum zu den Zwischenwerken Ouvrage de Thiaumont und Ouvrage de Froide Terre bestreichen zu können. Auf der linken Frontseite entstanden Fundamente für einen weiteren Ausbau. Nach dem Mobilmachungsplan von 1914 sollte die vollständige Besatzung des umgebauten Forts im Belagerungsfall aus 7 Offizieren und 477 Unteroffizieren und Mannschaften bestehen.
Im letzten Bauabschnitt der Festung schließlich wurden zwischen 1908 und 1914 in der befestigten Zone zwischen den großen Forts zahlreiche betonierte Unterstände und Magazine sowie gedeckte Batterien angelegt, die während der Schlacht von Verdun 1916 den Verteidigern einen großen Rückhalt gaben.
- Projekt 1908

Einbau von zwei 155-C-Türmen zur Bestreichung der toten Winkel. Wurde 1909 aufgegeben.

### Stollenbauten
Während der deutschen Besetzung (25. Februar bis 24. Oktober 1916) wurde das Fort weitgehend als Schutzraum genutzt. Um die Sicherheit der Untergebrachten zu verbessern, sollte in einer Tiefe von 17 m ein 250 m langer Verbindungsstollen zum Steinbruch 2808 angelegt werden. Das als Südtunnel bezeichnete Grabungsprojekt war bis zum deutschen Abzug nur auf etwa 60 m fertiggestellt. Ein zweites, Nordtunnel genannt, kam über erste Grabungen kaum hinaus. Eindringendes Wasser war hier und besonders an der südlichen Anlage ein sehr großes Problem.
Die Franzosen stellten zunächst den angefangenen Südtunnel fertig und erweiterten ihn auf drei Ausgänge. Mit der Übergabe der Leitung an Capitaine Harispe, der das Anlegen solcher Schutzstollen an den Verduner Befestigungen im Fort de Moulainville überhaupt erst begründet hatte, begannen am Douaumont die Arbeiten zu einem ausgedehnten Stollensystem. Am alten Eingang entstand ein 30 m tiefer Schacht, aus dem mit drei Aufzügen der Abraum nach oben gebracht wurde. Drei Gänge zu den Grabenstreichen und dem fertigen Südtunnel entstanden. Ein zweites, in 20 m Tiefe verlaufendes Stollensystem verband die Artillerietürme, den nördlichen MG-Turm und die Pulvermagazine. Die Arbeiten dauerten bis 1918. Letztlich wurden Gänge mit einer Gesamtlänge von 800 m und Schächte von 60 m ausgehoben.

## Zwischen 1914 und 1918

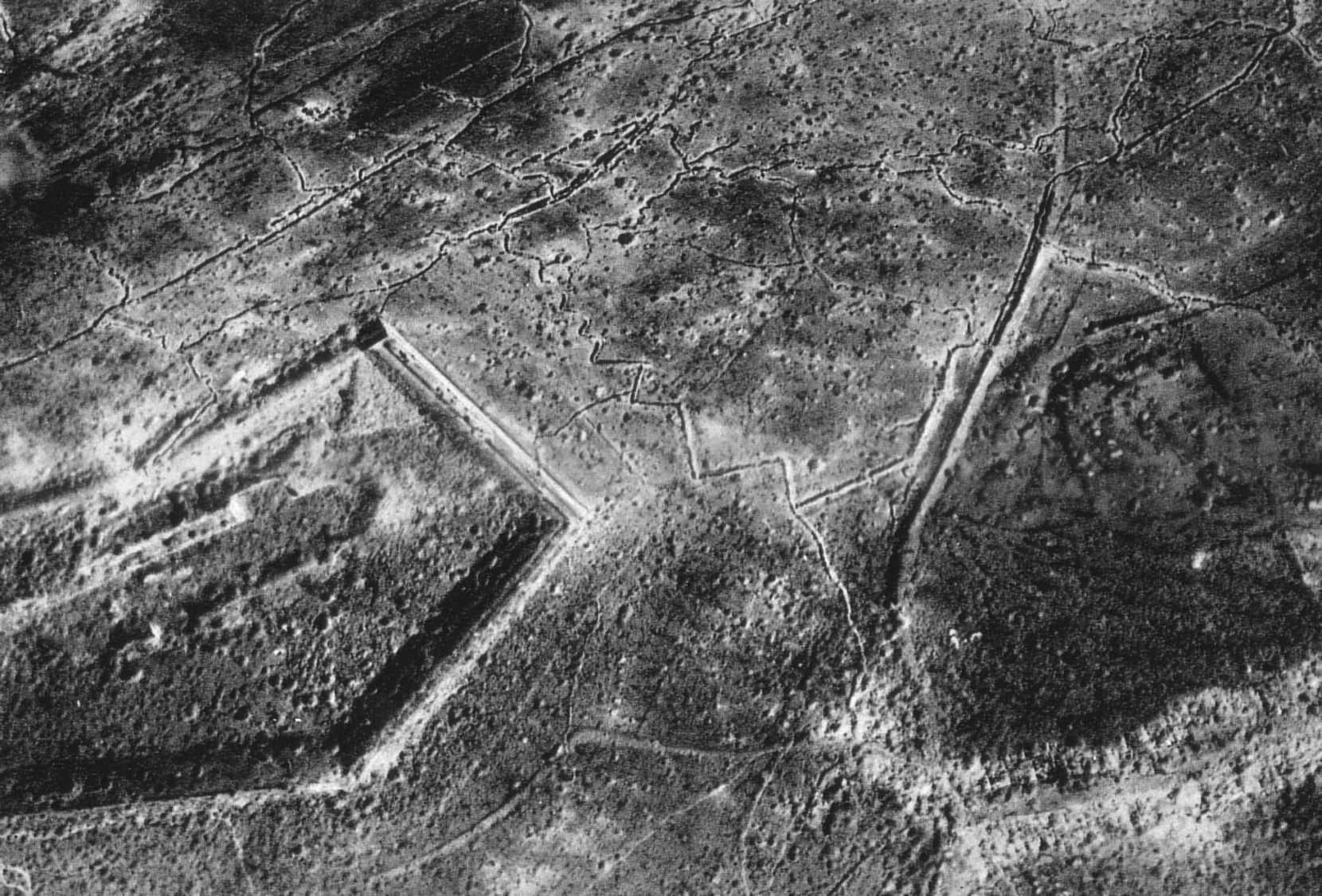
Fort Douaumont während der Schlacht von Verdun etwa Ende April/Anfang Mai 1916, rechts unten das zerstörte Dorf Douaumont

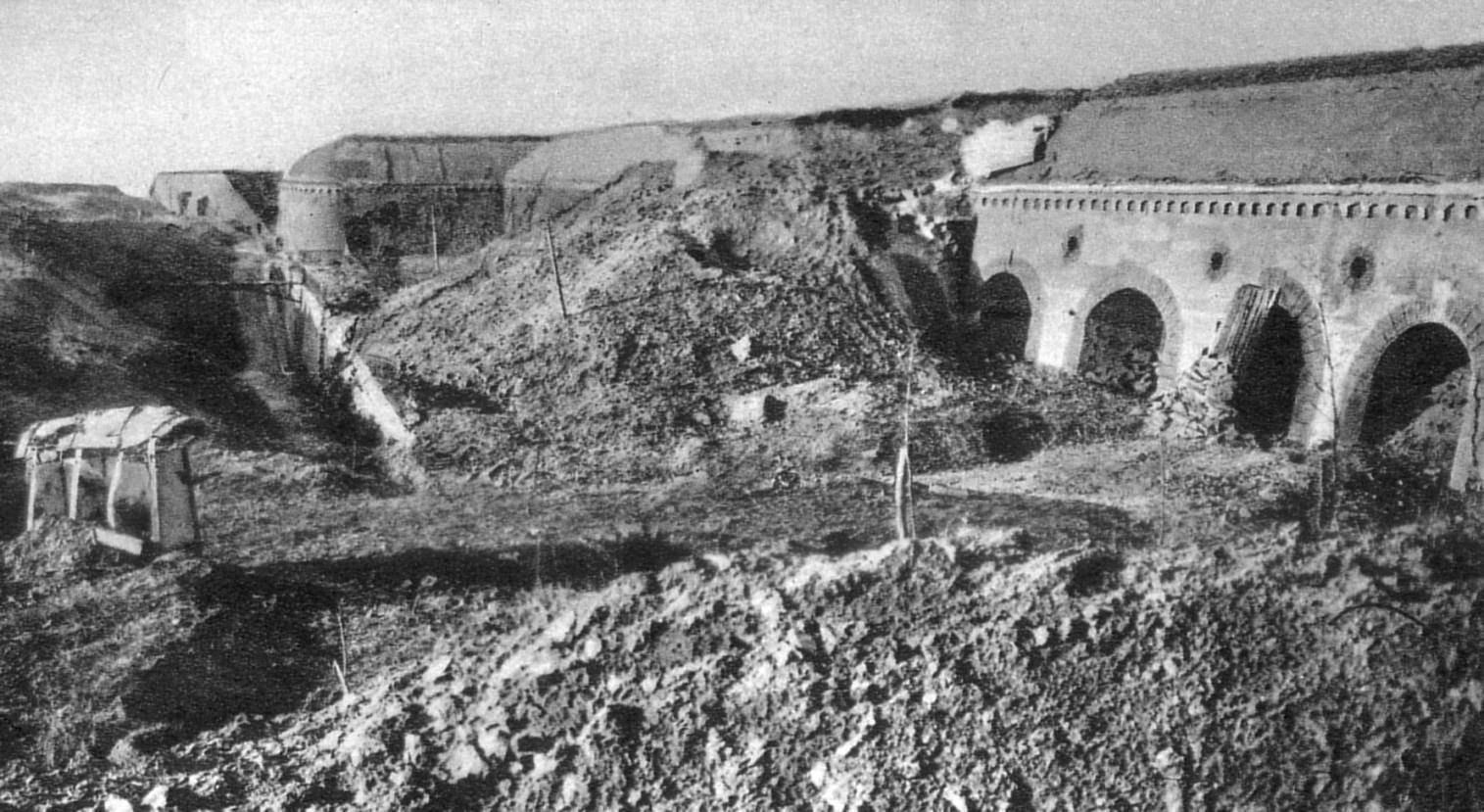
Innenhof von Fort Douaumont, Januar 1916

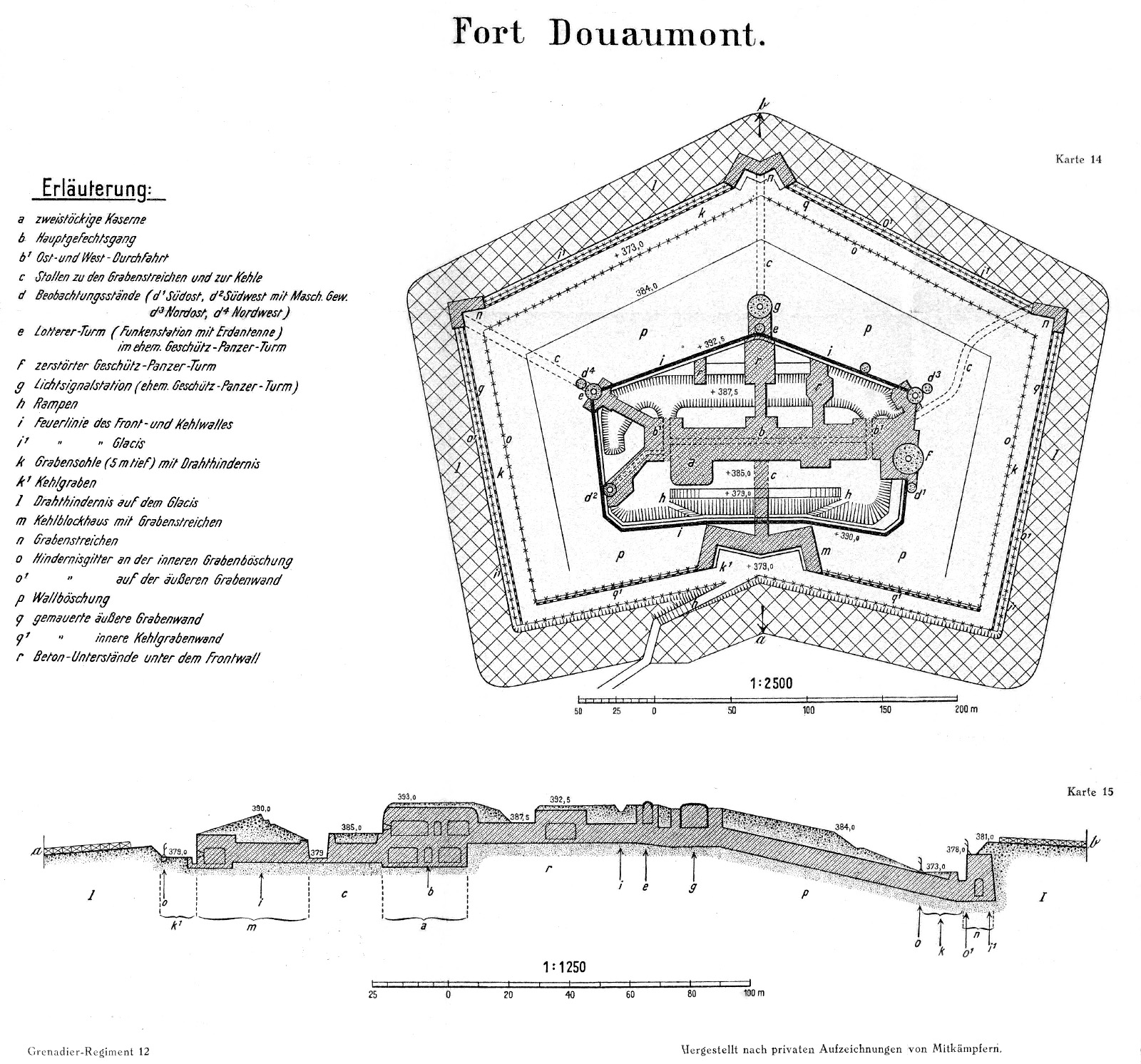
Grundriss und Querschnitt.

Im Verlauf des Ersten Weltkriegs verlor das Fort zunächst stark an Bedeutung. Nach der Umwandlung des Gouvernements der Festung Verdun in eine „befestigte Region“ am 5. August 1915 wurden die in den Zwischenbatterien der Festung stehenden Geschütze unter Feldeinheiten verteilt. Am 8. Februar 1916 sollte das Fort de Douaumont teilweise gesprengt werden, doch ließen Informationen über einen bevorstehenden deutschen Angriff auf Verdun die Franzosen davon absehen. Zu diesem Zeitpunkt umfasste die Besatzung des Forts nur etwa 60 bis 70 Landwehr-Artilleristen (Artillerie territoriale) unter dem Kommando des Adjudanten Cenot, was für die Bedienung der wenigen Geschütze ausreichend war. Nach dem Konzept der „befestigten Region“, in dem das bisher eigenständige Gouvernement der Festung aufgehoben und dem Oberbefehlshaber einer Armee unterstellt wurde, sollte bei einem feindlichen Angriff die dann jeweils nächstgelegene Feldeinheit die weitere Besatzung für das Fort in seinem Bereich stellen. Nach mehreren Verstärkungen im Februar 1916 besaß die „Befestigte Region von Verdun“ (französisch. Région fortifiée de Verdun, RFV) unter General Herr faktisch den Rang einer Armeegruppe, die direkt der französischen „Heeresgruppe Ost“ unterstellt war.
Obwohl die französische Führung seit Anfang Februar einen deutschen Angriff an der Maas erwartet hatte, war sie doch von der Wucht der deutschen Offensive völlig überrascht worden, mit der am 21. Februar die Schlacht um Verdun eröffnet wurde, die tief in die französischen Stellungen nördlich der Stadt einbrach. Der nachfolgende Angriff am 25. Februar 1916 durchbrach erneut überraschend die französischen Linien nördlich des Douaumont, so dass am Abend das Fort fast im Handstreich von deutschen Truppen eingenommen werden konnte (Details siehe unten). Wegen der großen Verwirrung, die in den französischen Stäben seit dem Zusammenbruch der französischen Front am 21. Februar herrschte, war es versäumt worden, alle Infanterieeinheiten, die als Besatzung vorgesehen waren, sofort in das Fort zu beordern. Als am Nachmittag des 25. Februars der deutsche Angriff etwas mehr als zwei Kilometer nördlich des Forts begann, wurde der größte Teil der dafür vorgesehenen Einheiten durch das deutsche Sperrfeuer um das Fort daran gehindert, es noch rechtzeitig zu erreichen. Gleichzeitig durchquerten aber die deutschen Truppen auf der anderen Seite das eigene Geschützfeuer. Da noch immer das deutsche Artilleriefeuer mit schweren Mörsern auf dem Fort lag, erwartete die Besatzung zu diesem Zeitpunkt keinen Sturm auf das Fort und hatte deswegen die gepanzerten Beobachtungskuppeln noch nicht besetzt. In Aktion war nur der schwere 155-mm-Artillerieturm, der an diesem Nachmittag allerdings nicht auf Sicht, sondern indirekt nach einem vorgegebenen Plan auf deutsche Stellungen und Verkehrswege schoss. Das Fort erwies sich in den darauf folgenden Kämpfen als außerordentlich widerstandsfähig gegenüber fast allen Artillerieangriffen, was sich in erster Linie auf die sorgfältige Verarbeitung des Betons als neuer Baustoff für Festungsanlagen zurückführen lässt. Im weiteren Verlauf der Schlacht durchbrachen dann allerdings einige Volltreffer der mehr als eine Tonne schweren Granaten der französischen 400-mm-Haubitze die Betondecke des Obergeschosses auf der ungedeckten Kehlkaserne des Forts (d. h. auf der südlichen, der Stadt Verdun zugewandten Seite). Für die Franzosen besaß das Fort einen hohen ideellen Wert, weshalb sie zahlreiche Versuche unternahmen, es zurückzuerobern. Die Verluste an Menschenleben waren dabei enorm.

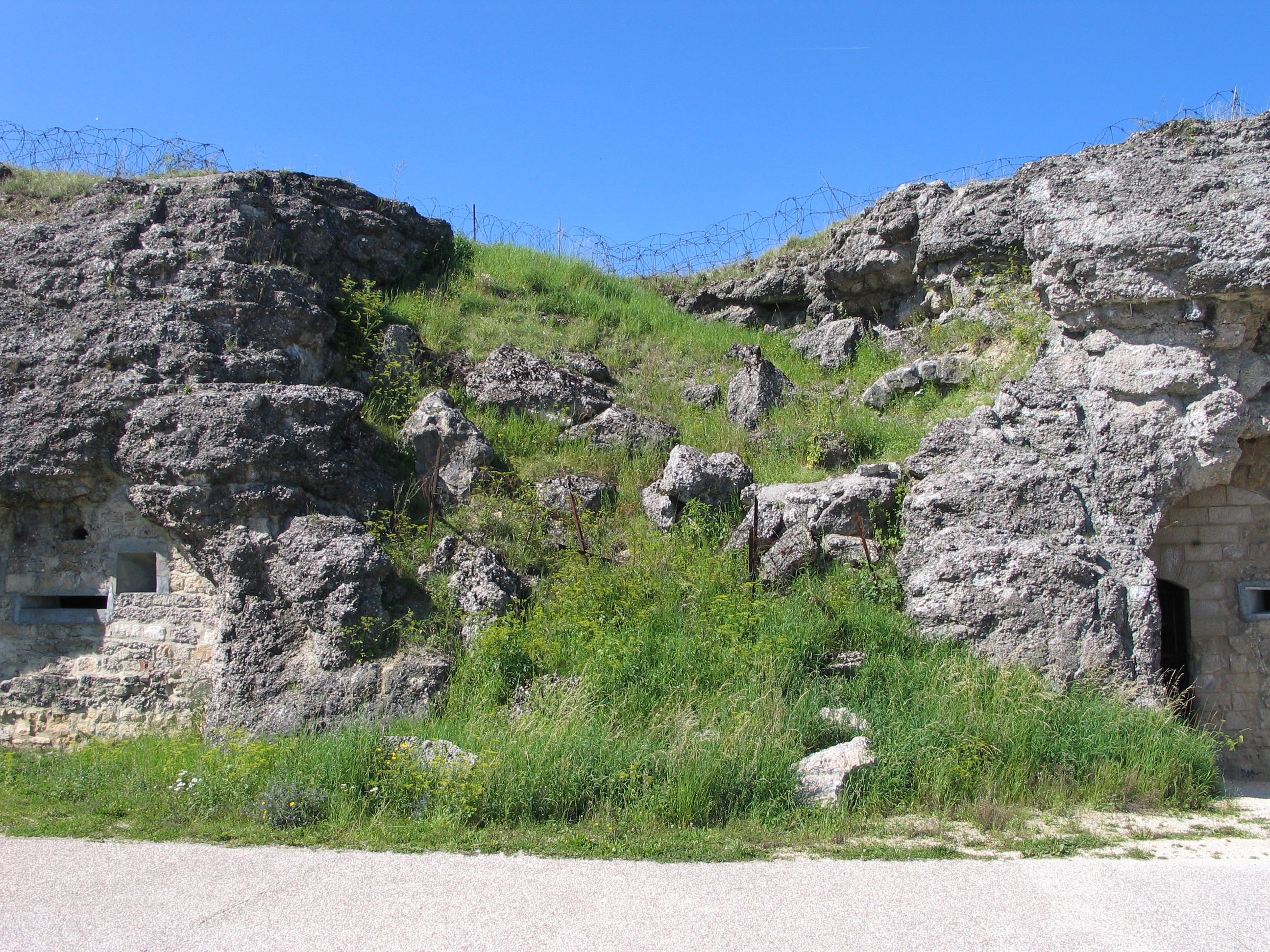
Durch einen Volltreffer teilweise beschädigte Kehlkaserne

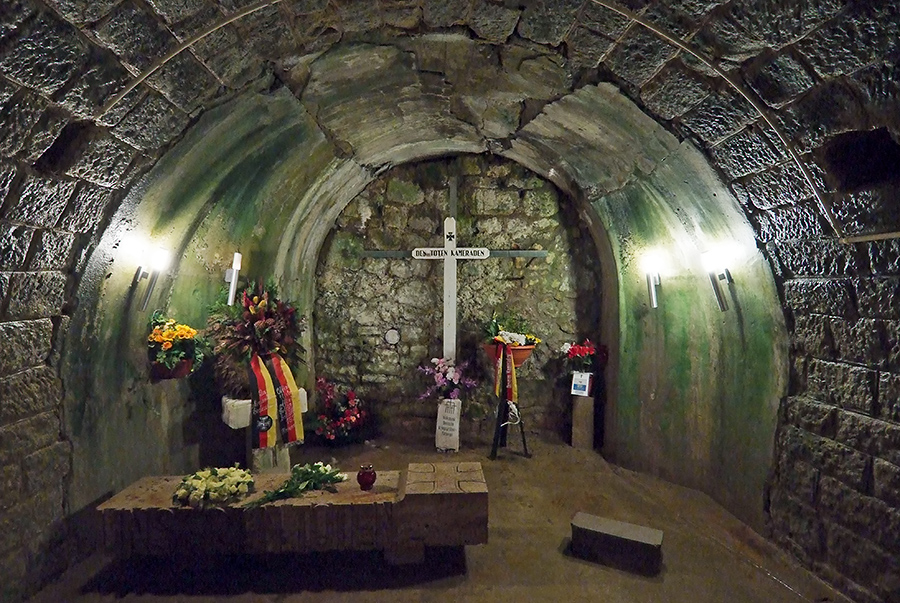
Der „Deutsche Friedhof“ im Fort

80-cm-Panzerbeobachtungskuppel Observatoire cuirassé

Im frühen Morgengrauen des 8. Mai 1916 kamen bei der Explosion eines Granaten- und Flammenwerferdepots mehrere Hundert deutsche Soldaten ums Leben. Aus Zeitgründen wurden 679 von ihnen innerhalb des Forts an Ort und Stelle in die im Innenhof des Forts gelegene Munitionskasematte I gebracht und deren Eingang zugemauert (siehe Foto). Das Kreuz steht heute vor dem zugemauerten Ausgang zum zwischenzeitlich verschütteten Innenhof. Die Kasematte befindet sich etwa 20 Meter dahinter. Dieser Ort ist der so genannte „Deutsche Friedhof“ im Fort, das heute unter staatlicher Verwaltung der französischen Regierung steht.
Am 22. Mai begann mit einem Großangriff der erste französische Versuch, das Fort de Douaumont zurückzuerobern. Dabei gelang es, die deutschen Truppen bis zu den Kasematten in der Kehle zurückzudrängen. Von den Franzosen unbemerkt erhielten die Deutschen Verstärkungen und gingen bereits am 23. Mai mit der Unterstützung von schweren Minenwerfern zum Gegenangriff über. Bis zum Morgen des 24. Mai konnten die Franzosen wieder über das südliche Glacis zurückgedrängt werden. In den folgenden Monaten verlagerten sich die Kämpfe in das Gebiet südlich des Forts. Schätzungen zufolge trafen im Ersten Weltkrieg 400.000 Granaten das Fort (darunter 23 Granaten des deutschen 42-cm-Mörsers und 15 der französischen 400-mm-Haubitze), dessen innerer Kern, d. h. die Untergeschosse, diese vorher für unmöglich gehaltene Beschießung aber weitgehend unbeschädigt überstanden hat (vgl. Abbildungen aus dem Inneren des Forts in der Galerie).
Im Oktober 1916 starteten die französischen Truppen eine erneute Großoffensive vor Verdun auf breiter Front, in deren Rahmen ihnen dann schließlich die Wiederbesetzung des Forts gelang. Zwei 400-mm-Haubitzen der „77e batterie“ (77. Batterie) des „3e régiment d’artillerie à pied“ (3. Fußartillerieregiments) wurden am 21. Oktober 1916 bei Baleycourt aufgestellt. Am 23. Oktober wurde mit der Beschießung von Fort Douaumont begonnen, auf das insgesamt 15 Granaten abgefeuert wurden, von denen sechs die Decke des Forts durchschlugen. Die erste explodierte in der Sanitätskasematte, eine weitere im Hauptgang, drei andere in Kasematten der Kaserne, und eine letzte im Pionierdepot. Diese verursachte einen starken Brand, der die deutsche Besatzung zur Aufgabe des Forts zwang, sodass es am nächsten Morgen, am 24. Oktober 1916, von den Franzosen wiederbesetzt wurde.

### Spätere Mythenbildung
Die angebliche Eroberung des Fort Douaumonts durch die Kompanie des Oberleutnant Cordt von Brandis am 25. Februar 1916 wurde später von Paul von Hindenburg als „Fanal deutschen Heldentums“ gefeiert und bildete über viele Jahre hinaus Stoff für weitere Legendenbildung. Oberleutnant von Brandis wurde für seine Tat vom Kaiser Wilhelm II. unberechtigterweise mit dem Pour le Mérite ausgezeichnet. Der Militärhistoriker German Werth deckte 1979 in seinem Werk Verdun. Die Schlacht und der Mythos auf, dass sich die tatsächlichen Ereignisse völlig anders zugetragen hatten und die Festung den Deutschen kampflos in die Hände gefallen war.
Bereits andere Historiker wie Georges Blond und Alistair Horne fanden heraus, dass es nicht von Brandis’ Kompanie war, die als erste in das Fort eingedrungen war. Werth machte während seiner Recherchen vier Kriegsteilnehmer des Infanterie-Regiments Nr. 24/III. Armeekorps ausfindig, die ihm einen detailgetreuen Gefechtsbericht liefern konnten, der mit der vorangegangenen Mythenbildung so gut wie nichts mehr gemein hatte.
Am 21. Februar 1916 begann umfangreiches Artillerievorbereitungsfeuer auf Fort Douaumont, um einen nachfolgenden Infanterieangriff zu ermöglichen. Der Sturmangriff sollte in den frühen Morgenstunden des 25. Februar 1916 beginnen. Der Artillerieangriff war sehr schlecht koordiniert und hätte das Vorgehen der eigenen Infanterie akut bedroht. Vier Kompanien des III. Bataillons sollten das Fort Douaumont nehmen, das seinerzeit als „stärkste Sperrfestung der Welt“ galt. Zu dem Zeitpunkt war auf der deutschen Seite noch nicht bekannt, dass die Wehrhaftigkeit des Forts mit seinen Panzertürmen, schweren Geschützen und MG-Stellungen hauptsächlich eine „optische Täuschung“ war. Die 500 Mann starke Festungsbesatzung war zu diesem Zeitpunkt bereits evakuiert und der am 24. Februar 1916 erteilte Befehl zur Selbstvernichtung der Befestigungsanlage hatte bereits niemanden mehr erreicht. Verblieben waren dort lediglich 70 französische Soldaten der Territorial-Infanterie (Landwehr). Ab 16 Uhr sollten sich die 6. Kompanie (Lt. Radtke) und die 8. Kompanie (Olt. von Brandis) bis auf 400 Meter an Fort Douaumont heranarbeiten und am folgenden Tag das Gelände für „Sturm und Einbruch“ eigener Festungspionier-Einheiten vorbereiten. Das Armeekorps gab telefonisch an alle Kompanien durch: „Das Bataillon greift um 16:00 Uhr an, im Verband der 5. und 6. Division. Die Linien werden um etwa 1800 m vorgeschoben. Der Befehl ist jedem Unteroffizier bekannt zugeben. Keinesfalls darf wieder durchgegangen werden“. Hauptmann Haupts 7. Kompanie geriet in eigenes Artilleriefeuer und erließ den Befehl: „Alles auf einen Ruck vor! Die nächste Lage unserer Artillerie muß schon hinter uns liegen.“ Bei der anschließenden Vorwärtsbewegung behinderten sich die Kompanien Haupt und Radtke gegenseitig und gerieten jetzt beide unter die volle Waffenwirkung des eigenen Artilleriefeuers. Um dem sicheren Tod zu entkommen, suchten sie Deckung im Fort Douaumont. Sie wollten sich lieber von den Franzosen gefangen nehmen lassen, als auf freiem Feld zu sterben. Radtke und ein 20 Mann starker Zug stürmten den Berghang des Forts und überwanden den Drahtverhau sowie ein Eisengitter, das an einer Stelle durch eine Granatexplosion beschädigt war. Als Nächstes sprangen sie in den vier bis fünf Meter tiefen Fortgraben und konnten von dort tiefer in das Fort eindringen und die Besatzung gefangen nehmen. In der Zwischenzeit strömten immer mehr deutsche Infanteristen als „Schlachtenbummler“ nach.
Währenddessen lag die 8. Kompanie von Brandis’ eine Zeit lang unter französischem Feuer aus der Ortschaft Douaumont und konnte daher erst relativ spät in das Fort gelangen. Auf dem Marsch dorthin begegnete von Brandis einem Telefontrupp, der gerade eine Verbindung zum Bataillonsstab herstellte. Der Kompaniechef ließ die Meldung, „Fort Douaumont ist fest in unserer Hand. Kompanie von Brandis geht jetzt ins Fort“ absetzen. Während der Übermittlung vom Bataillon über das Regiment an die Division wurde daraus, „Fort Douaumont ist fest in der Hand des Oberleutnants von Brandis“. Laut Werth wurde daraus eine „Parodie auf die Realität“, indem die Frankfurter Zeitung die glückliche Einnahme des Forts zum „angeborenen Vorwärtsdrang“ der deutschen Infanterie erklärte. Die Ordensverleihung an von Brandis erregte den Unmut der 6. Kompanie, die sich an höherer Stelle beschwerte. Der Bataillonskommandeur Major Kurt von Klüfer sah sich gezwungen, beim zuständigen Armeekorps eine ehrengerichtliche Untersuchung der Vorfälle zu beantragen. Vom Korps wurde dies als „Ungezogenheit, an einer Entscheidung Seiner Majestät Kritik zu üben“ ausgelegt. Von Klüfer wurde daraufhin strafversetzt. Für den Heldenmythos von Douaumont sei die Figur des Adeligen von Brandis eher geeignet als die des unmilitärisch wirkenden Leutnants der Reserve Eugen Radtke. Radtke erhielt als Erinnerung an die Ereignisse ein Autogramm des Kronprinzen und eine Anstellung bei der Deutschen Reichsbahn. Erst im Jahr 1926, als ehemalige Angehörige der 6. Kompanie die Vorträge von von Brandis mit Sprechchören („Du warst ja gar nicht dabei!“) massiv störten, sah sich das Reichsarchiv zu einer Korrektur gezwungen, indem es einräumte, Radtke sei „der erste deutsche Offizier gewesen, der in das Fort eindrang“. Eine offizielle Richtigstellung der Ereignisse hat es nie gegeben.

## Innenaufnahmen 2011

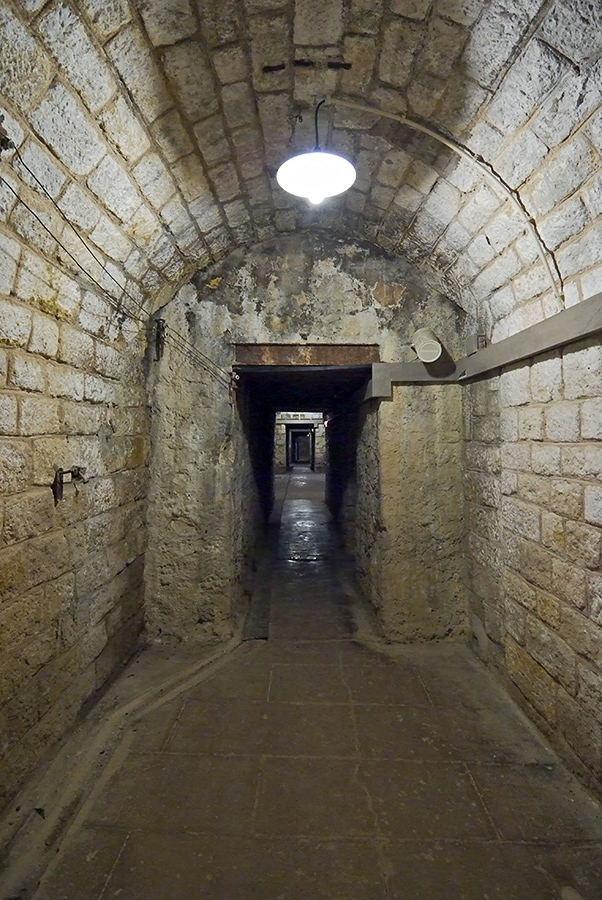
Hauptgang im oberirdischen Kasernenbereich
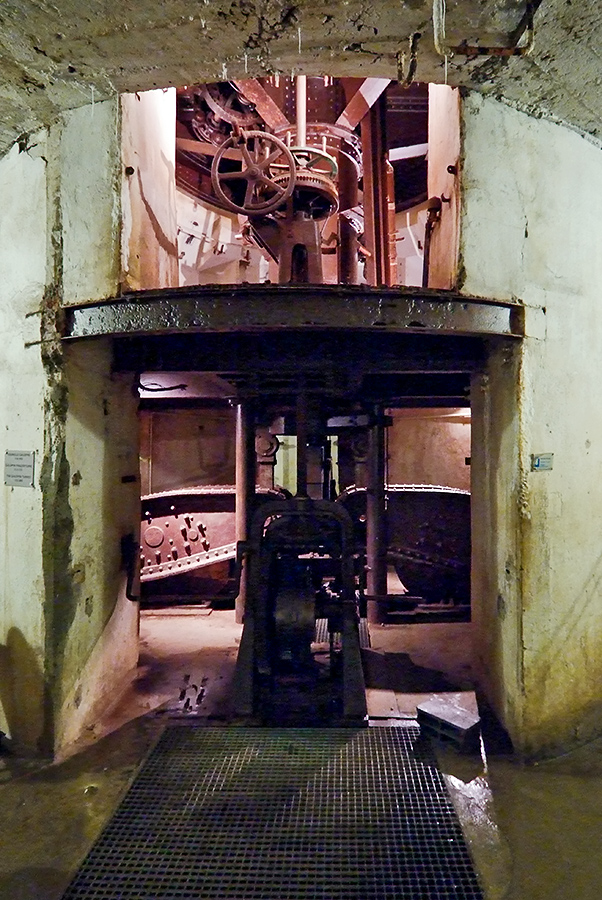
Geschützpanzerturm 155 mm
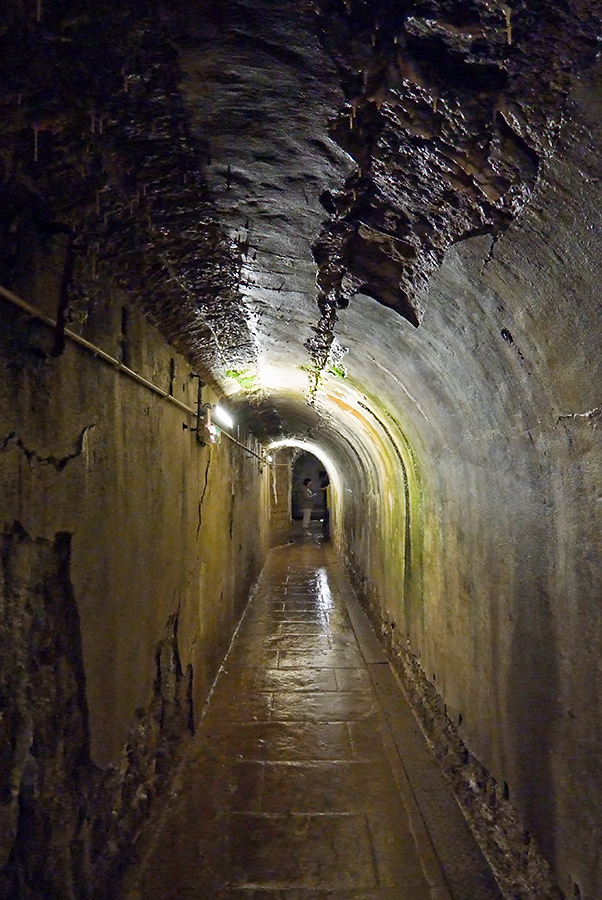
Nebengang
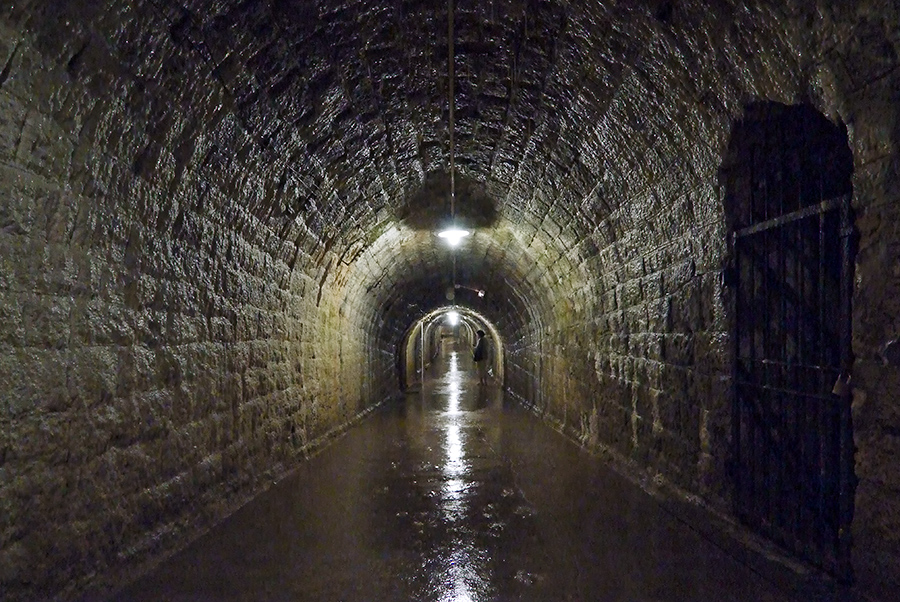
Hauptgang im Souterrain
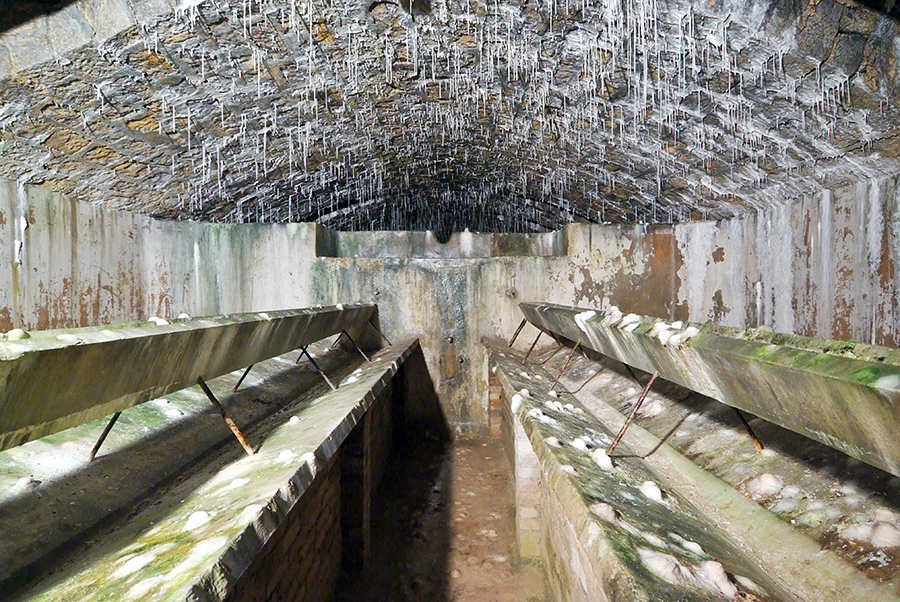
Waschraum im oberirdischen Kasernenbereich
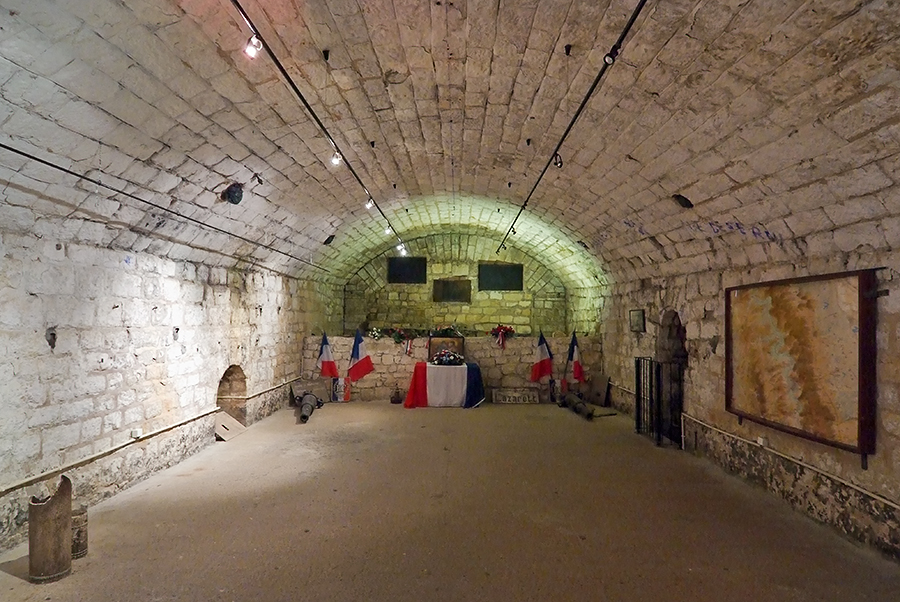
Kasematte mit französischer Gedenkstätte

## Sonstiges
In Hamburg wurde die 1935/36 errichtete Douaumont-Kaserne nach dem Fort Douaumont benannt. Heute ist die Kaserne Teil der Helmut-Schmidt-Universität/Universität der Bundeswehr Hamburg.
Der Roman Erziehung vor Verdun von Arnold Zweig aus dem Jahr 1935 spielt auch in der Festung.

## UNESCO-Weltkulturerbe
Als Grab- und Gedenkstätte des Ersten Weltkriegs gehört das „Fort Douaumont“ seit 2023 zum UNESCO-Welterbe in Frankreich.